# 克拉斯诺夫
克拉斯诺夫（羅馬化：Krasnov）是俄罗斯姓氏，来自俄语单词красный，意思为红色。著名人物包括：
- 伊戈尔·克拉斯诺夫，俄罗斯律师、俄罗斯总检察长
- 彼得·克拉斯诺夫，俄罗斯白军将领、顿河哥萨克

|  | 本页或本分段罗列了姓氏为「克拉斯诺夫」的人物。 如果是一个指代特定个人的内链将您引导到本页，請考慮修正該人物的名字以將链接指向正確的條目。 |